# 시한폭탄 같은 남자
《시한폭탄 같은 남자》(영어: The Chase)는 미국에서 제작된 애덤 리프킨 감독의 1994년 액션 코미디 영화이다. 영화 속 주 배경은 미국 캘리포니아주이다. 찰리 신, 크리스티 스완슨 등이 출연하였고, 캐시언 엘위스 등이 제작에 참여하였다.

## 출연
- 찰리 신
- 크리스티 스완슨
- 헨리 롤린스
- 조시 모스텔
- 레이 와이즈
- 로키 캐럴
- 마셜 벨
- 클로디아 크리스천
- 너탈리아 노굴리치
- 케리 엘위스
- 플리
- 앤서니 키디스
- 론 제러미
- 마코 퍼렐라
- R. 브루스 엘리엇

## 기타 제작진
- 제작 감독: 브라이언 W. 쿡
- 공동 제작: 엘리엇 루이스 로즌블랫
- 배역: 재키 핑크
- 미술: 셔먼 윌리엄스